# Remora (geslacht)
Remora is een geslacht van vissen van de familie Echeneidae uit de orde van baarsachtigen (Perciformes).
Remora's komen meestal voor in warme en/of tropische wateren, zowel ver van de kust als er dichtbij. Ze zwemmen vaak rond in kustgebieden en koraalriffen. Remora's hebben een soort zuignap op hun kop waarmee ze zich tijdelijk aan een gastheer vastzuigen, bijvoorbeeld een haai, rog, zeeschildpad, walvis en ook aan schepen. Soms proberen ze dit zelfs bij duikers. Ze eten restjes van prooien van de gastheer, diens parasieten en soms kleine visjes. Jongere vissen vatten soms post als poetsstation in koraalriffen en poetsen dan de vissen die er rondzwemmen, bijvoorbeeld papegaaivissen en dergelijke.
Ze worden soms ook gebruikt als vissershulp; de visser vangt een remora, bindt een lijn aan diens staart en volgt hem tot hij zich vastzuigt aan een nieuwe gastheer. Dan worden de remora en de gastheer samen binnengehaald door de visser en wordt de remora er weer op uit gestuurd.

## Soorten
- Remora albescens (Temminck & Schlegel, 1850)
- Remora australis (Bennett, 1840)
- Remora brachyptera (Lowe, 1839)
- Remora osteochir (Cuvier, 1829)
- Remora remora (Linnaeus, 1758)

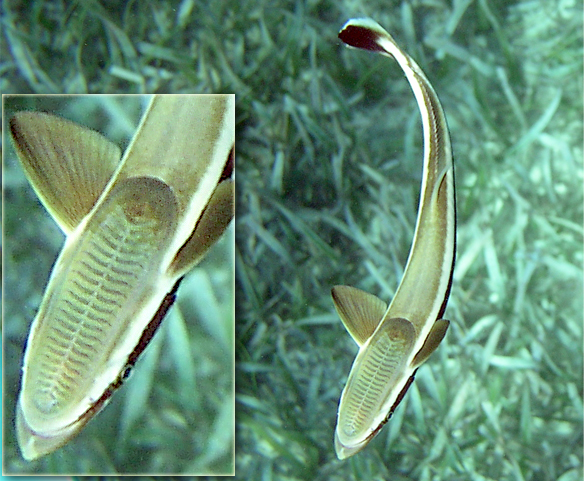
Het zuigorgaan van een remora
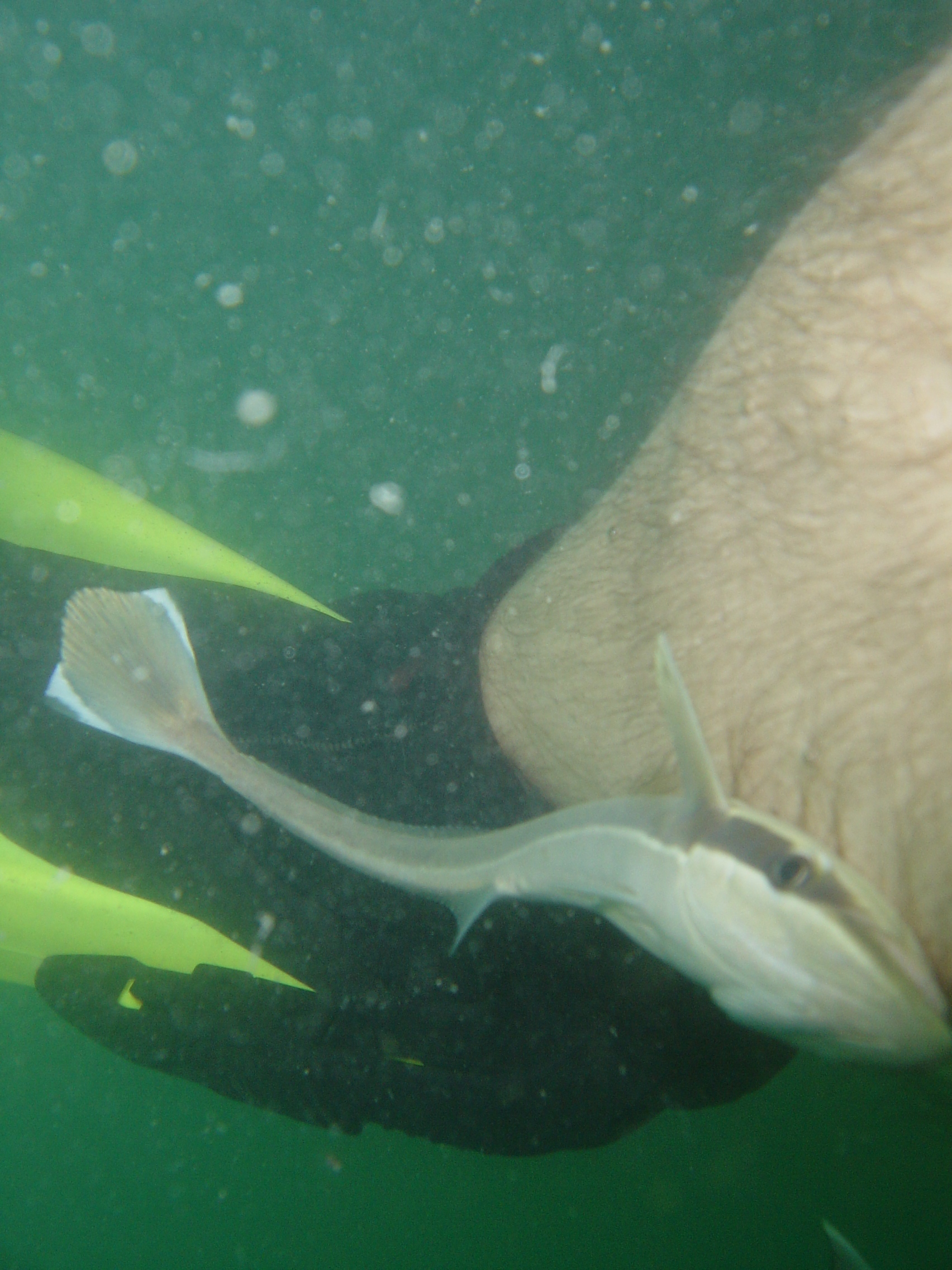
Een remora aan een duiker
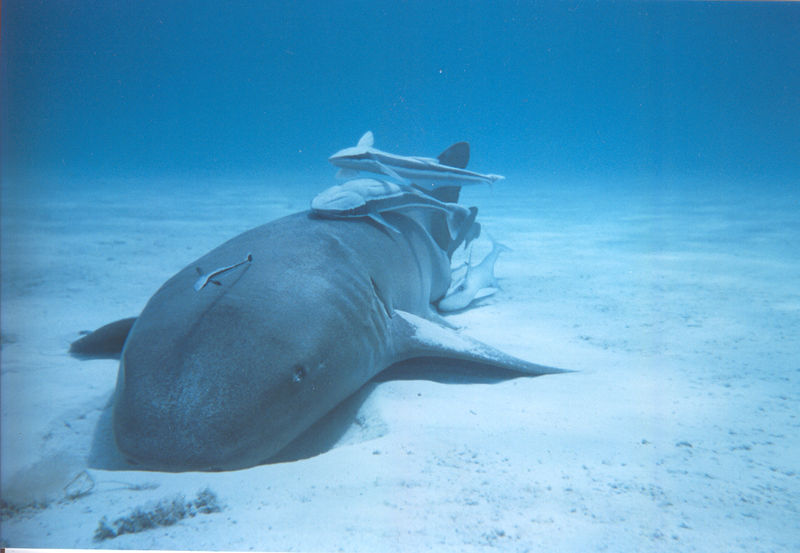
Verpleegsterhaai met remora's